# 라테 마키아토

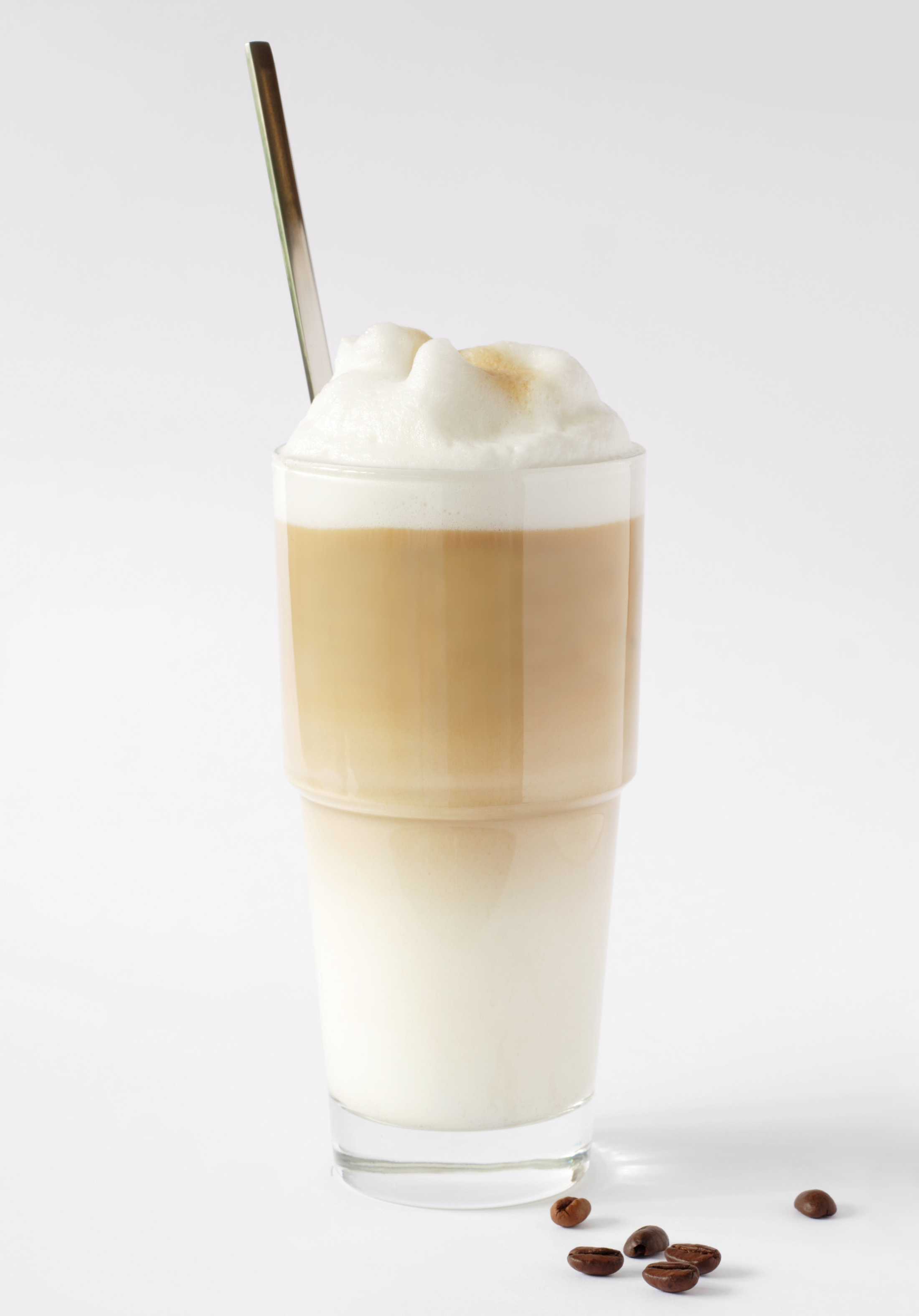
라테 마키아토의 모습.

라테 마키아토(latte macchiato)는 우유 거품과 에스프레소를 넣은 커피이다.

## 같이 보기
- 카페 마키아토
- 커피 우유
- 우유
- 라테